# Filonivka, Snovsk
Filonivka (în ucraineană Філонівка) este un sat în comuna Nîzkivka din raionul Snovsk, regiunea Cernihiv, Ucraina.

## Demografie
Componența lingvistică a localității Filonivka
     Ucraineană (100%)
Conform recensământului din 2001, toată populația localității Filonivka era vorbitoare de ucraineană (100%).